# Ehingen (Mittelfranken)
Ehingen er en kommune i Landkreis Ansbach i Regierungsbezirk Mittelfranken i den tyske delstat Bayern. Den er administrationsby for Verwaltungsgemeinschaft Hesselberg.

## Geografi
Ehingen ligger ved foden af Hesselberge. Nabokommuner er (med uret, fra nord): Bechhofen, Arberg, Unterschwaningen, Wassertrüdingen, Röckingen, Gerolfingen, Wittelshofen, Langfurth og Burk.

### Inddeling
Kommunen består af følgende landsbyer og bebyggelser:
| - Ehingen - Bergmühle - Beyerberg - Friedrichsthal - Brunn - Kaltenkreuth - Hüttlingen - Ehrenschwinden | - Lentersheim - Klarhof - Klarmühle - Schwandmühle - Kussenhof - Dambach - Hammerschmiede |